# Gauforum Weimar

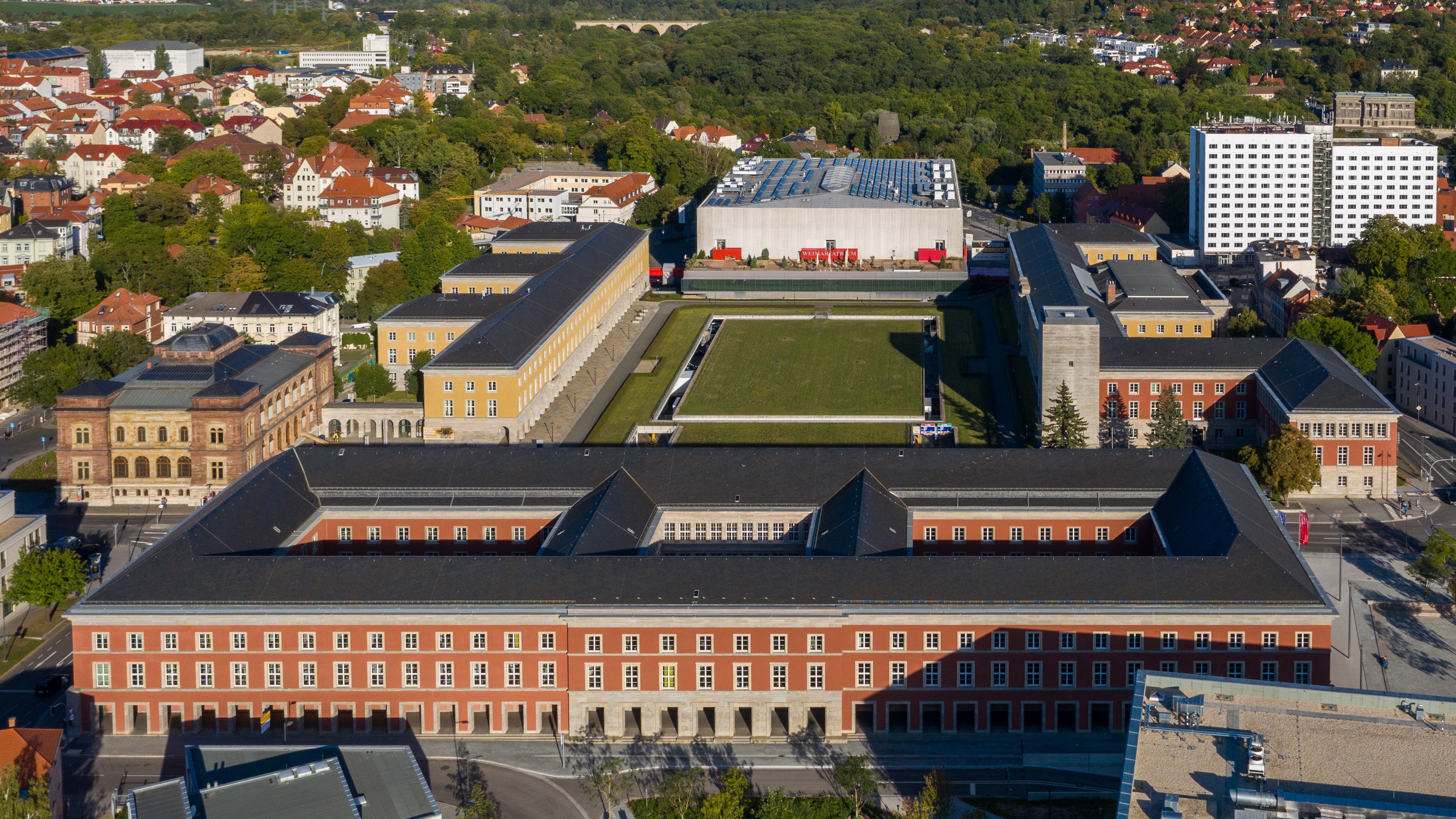
Luftaufnahme des gesamten Komplexes, 2019

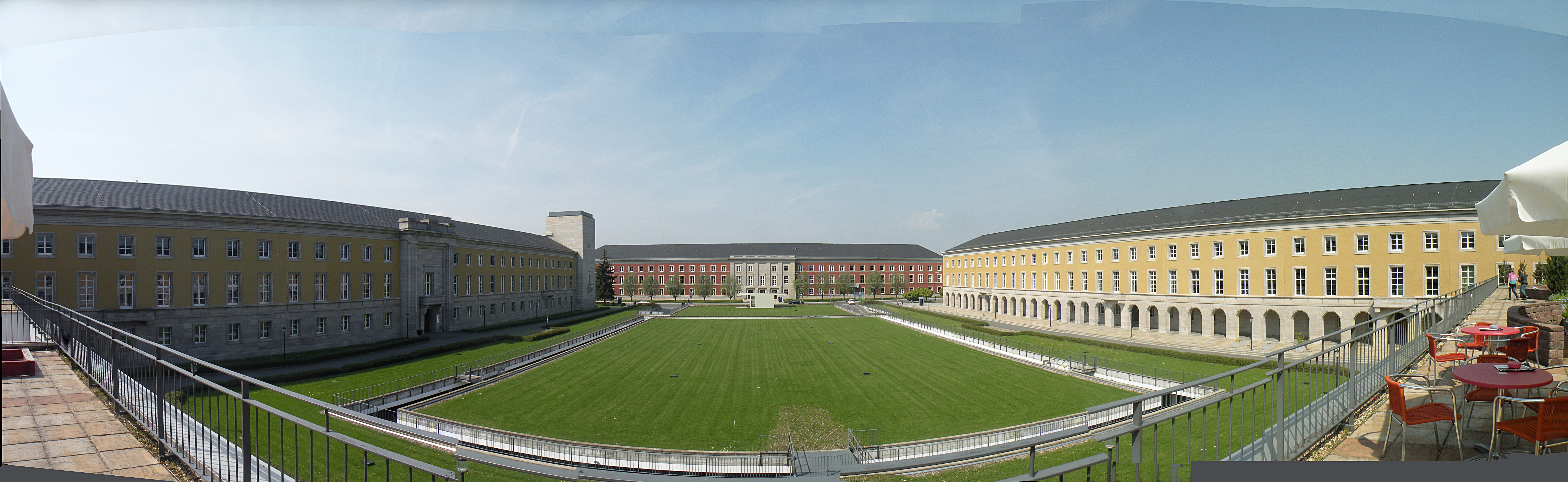
Blick auf den heutigen Jorge-Semprún-Platz vom Atrium aus

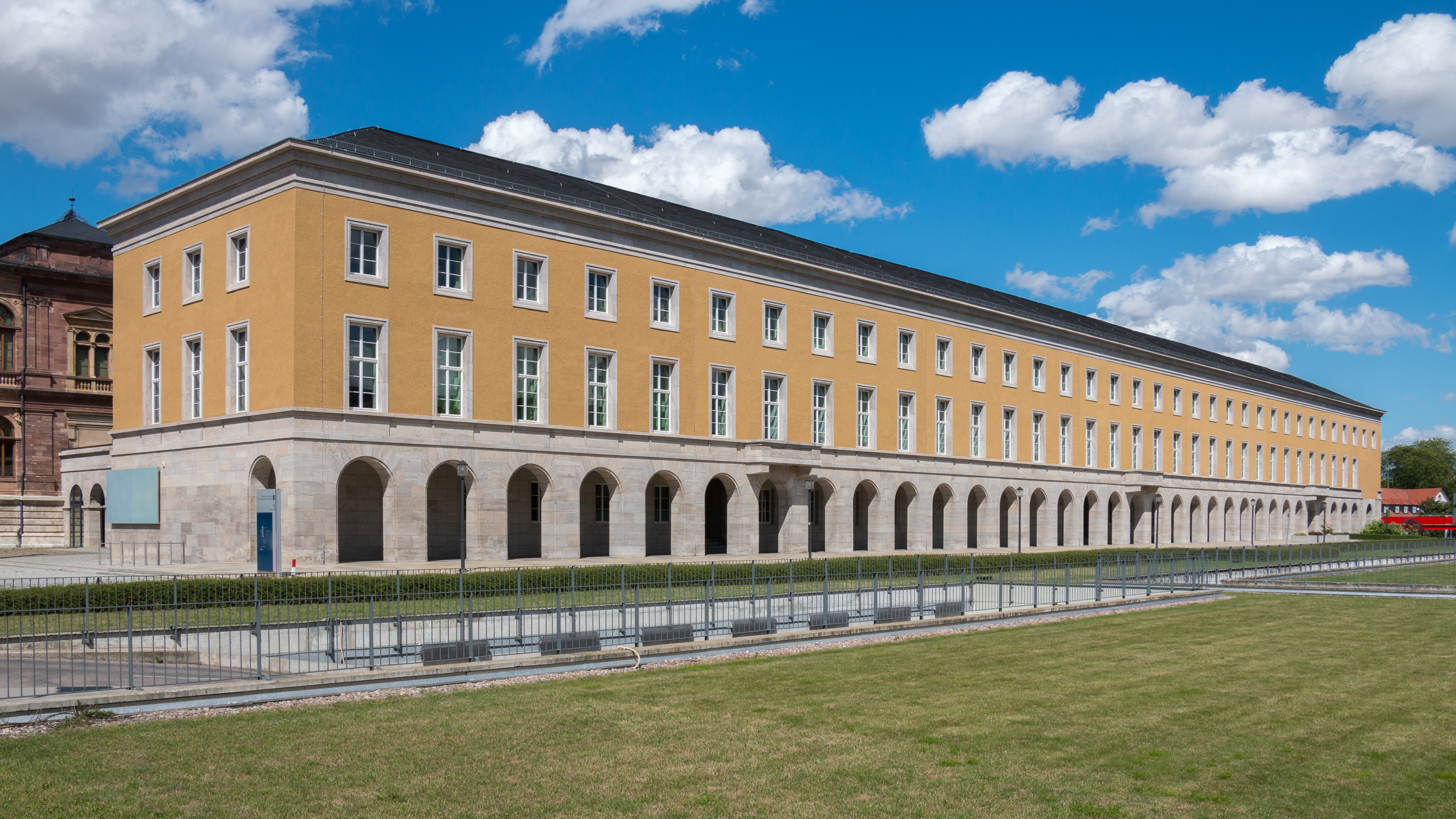
Nordgebäude mit Verbindung zum Neuen Museum (2015)

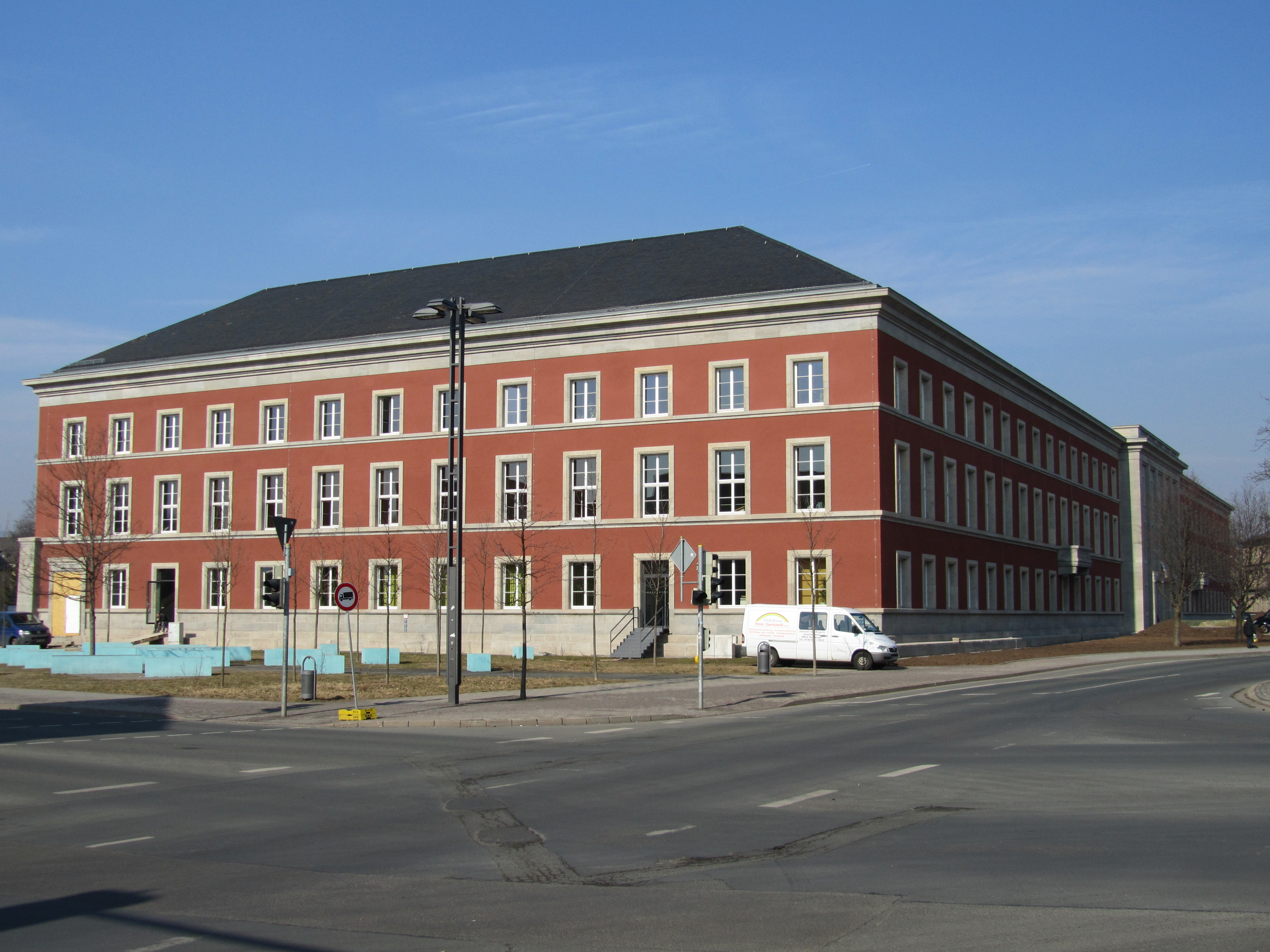
Westgebäude (2011)

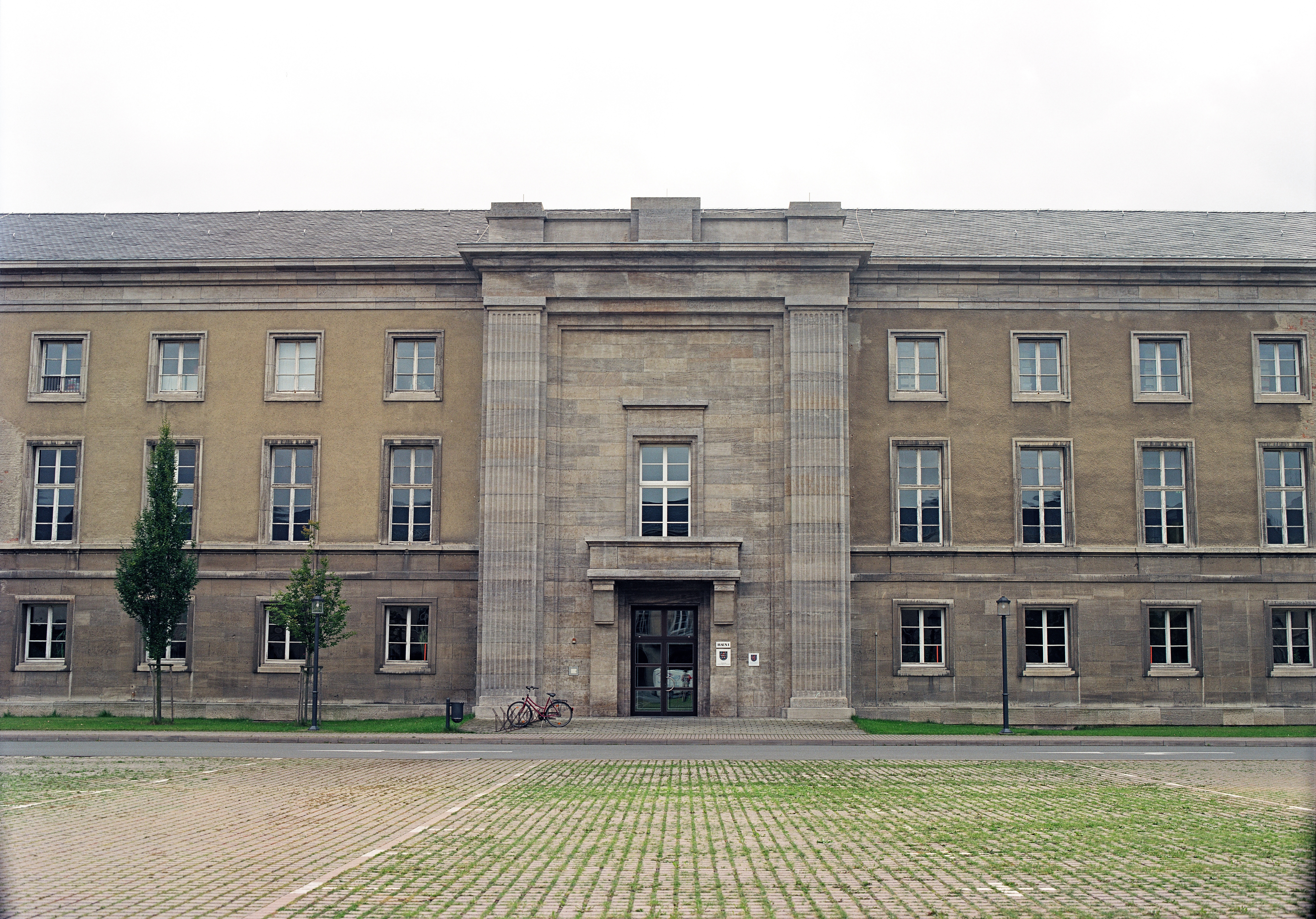
Mittelrisalit des Südgebäudes (2003)

Das Gauforum Weimar wurde als einziges von mehreren in der Zeit des Nationalsozialismus in Deutschland geplanten Gauforen im thüringischen Weimar gebaut und ist im Wesentlichen erhalten geblieben. Die Anlage auf dem heutigen Jorge-Semprún-Platz erstreckt sich auf einer Fläche von etwa 40.000 Quadratmetern. Von den geplanten fünf Komplexen wurden ab 1937 bis zum Ende des Zweiten Weltkriegs drei fertiggestellt. Heute werden diese zum Großteil vom Thüringer Landesverwaltungsamt und dem Thüringer Landesamt für Umwelt, Bergbau und Naturschutz genutzt.
Ein viertes Gebäude, der erst nach dem Krieg fertiggestellte Hallenbau, beherbergt seit Ende 2005 das Einkaufszentrum Weimar Atrium sowie einen Busparkplatz und ein 3D-Kino.

## 19. Jahrhundert
Im Jahr 1869 wurde das heute als Museum für zeitgenössische Kunst genutzte Neue Museum Weimar als Großherzogliches Museum eröffnet. Der Neorenaissancebau wurde nördlich des nach Osten hin abfallenden Asbachgrunds errichtet. Dieser Park stellte einen wichtigen Bestandteil des Grüngürtels durch die Stadt Weimar dar, des Asbach-Grünzugs. Vor dem Neuen Museum befand sich der 1875 eingeweihte Vimaria-Brunnen. Im Zuge der Planung des groß dimensionierten Gauforums, welche für den Bereich des Parks eine ebene Aufmarschfläche vorsah, mussten der Asbachgrünzug samt Asbach-Viadukt und der Vimaria-Brunnen weichen. Auch der heutige Zustand der Ferdinand-Freiligrath-Straße ist darauf zurückzuführen. Die Jakobsvorstadt erlebte eine radikale Umgestaltung. Auch in der Nordvorstadt gab es diesbezügliche Eingriffe.

## Zeit des Nationalsozialismus
Im Juni 1936 entschied Adolf Hitler den Wettbewerb zugunsten des Architekten Hermann Giesler und ließ persönliche Ideen einfließen. Dabei ordnete er dem „Gebäude des Reichsstatthalters und Gauleiters“ einen Glockenturm und einen axial betonten Mittelrisalit zu. 
Folgende Bauten umfassten nun das Areal: im Osten die 20 000 Stehplätze umfassende „Halle der Volksgemeinschaft“, im Süden das „Gebäude des Reichsstatthalters und der Gauleitung“ mit Glockenturm, im Westen die „Gebäude der Deutschen Arbeitsfront“, im Norden das „Gebäude der Gliederungen der NSDAP“ mit Anbindung an das Museum. Es folgten die Aufschüttung des Asbachgrunds und der Abriss von Gebäuden der Jakobsvorstadt: 139 Häuser mit 462 Wohnungen für etwa 1650 Personen. Mit der Aufschüttung des Asbachgrundes verschwand auch der Asbach-Viadukt.
Am 4. Juli 1936 vollzogen Hitler und Thüringens Gauleiter Fritz Sauckel den ersten Spatenstich. Im Mai 1937 legte dann Rudolf Heß im Beisein von Sauckel den Grundstein für die „Halle der Volksgemeinschaft“ und nahm die Umbenennung des Platzes in „Platz Adolf Hitlers“ vor. An der inszenierten Massenveranstaltung nahmen ca. 40.000 Menschen aus ganz Deutschland teil.
Das Gesetz über die Neugestaltung deutscher Städte vom 4. Oktober 1937 bildete eine Grundlage für Neugestaltungspläne. Mehr als 40 Städte waren von den Wünschen Hitlers betroffen.
Die Grundsteinlegung für den Glockenturm erfolgte im Oktober 1939. Obwohl die Bauarbeiten infolge des Krieges Anfang der 1940er Jahre schrittweise eingestellt wurden, konnten große Teile der Anlage fertiggestellt werden.

## Nachkriegszeit und DDR-Zeit
Nach der bedingungslosen Kapitulation wurde der „Adolf-Hitler-Platz“ im Mai 1945 unter Oberbürgermeister Fritz Behr in Absprache mit dem amerikanischen Stadtkommandanten Major Williams M. Brown zu Karl-Marx-Platz umbenannt.
Im März 1946 bezog die Sowjetische Militär-Administration in Thüringen (SMATh) mit ihrem Stab das Nordhaus, später auch das Süd- und Turmhaus. Größere Fertigstellungs- und Umbauarbeiten im Inneren sowie Ideen zur Umgestaltung des Platzes wurden diskutiert: Ein Parkplatz für 300 Pkw sollte geschaffen und eine Springbrunnenanlage in Verbindung mit einer Grünfläche errichtet werden. In den Jahren 1955/56 stand ein Stalindenkmal auf dem Karl-Marx-Platz.
Während der DDR-Zeit waren im Gauforum verschiedene Bildungseinrichtungen untergebracht. Dazu gehörten:
- die Fachschule für Staatswissenschaften „Edwin Hoernle“, zur Ausbildung von Verwaltungspersonal (Bürgermeister und andere leitende Angestellte)
- die Fachschule für Landwirtschaft „Walter Ulbricht“, aus der die Agraringenieurschule Weimar hervorging
- die Hochschulbibliothek sowie die Sektion IV (Rechentechnik und Datenverarbeitung) der Hochschule für Architektur und Bauwesen
- ein Wohnheim der Fachschule für Staatswissenschaften
- ein Studentenwohnheim der Hochschule für Architektur und Bauwesen.

## Seit der Wiedervereinigung
Seit 1990 befinden sich die Verwaltungsgebäude und der Platz im Eigentum des Freistaates Thüringen. Im gleichen Jahr bezog das Thüringer Landesverwaltungsamt die Büroräume im Haus 1, 2 und 3. 1991 begann man mit der Komplett-Sanierung der Häuser.
Im Kulturstadtjahr 1999 wurden einige Geschosse der Halle ebenso wie einzelne Räume des Turmhauses zu Ausstellungszwecken genutzt. Die Geschichte des Gesamtensembles wurde dargestellt.
2005 entstand aus der unvollendeten ehemaligen Halle der Volksgemeinschaft ein großes Einkaufszentrum mit der Bezeichnung Weimar Atrium. Auf dem Platz zwischen den vier Gebäuden befindet sich nunmehr eine Tiefgarage. Der Platz ist begrünt und vom öffentlichen Raum klar durch mehrere Deckendurchbrüche zur Tiefgarage abgetrennt.
2003 bis 2007 wurden an den von der Thüringer Landesverwaltung genutzten Gebäuden u. a. die rund 1200 Fenster nach energetischen und denkmalschutz-rechtlichen Aspekten ausgetauscht. In den Jahren 2008 und 2009 folgten weitere Sanierungen in den Büroräumen im Haus 2. Alle drei Häuser wurden überdies mit behindertengerechten Personenaufzügen ausgestattet. 2010 bis 2011 wurden die Fassaden saniert und die Gebäude wurden in unterschiedlichen Farben angestrichen, was den Forumscharakter und die dunkle Vergangenheit des Denkmals aufbrechen soll.
Am 15. November 2022 brauch ein Feuer im Rahmen von Sanierungsarbeiten im Dachstuhl des Forums aus, richtete aber keinen großen Schaden an.
Am 8. Mai 2024 wurde im Südflügel des Gauforums das Museum Zwangsarbeit im Nationalsozialismus eröffnet.

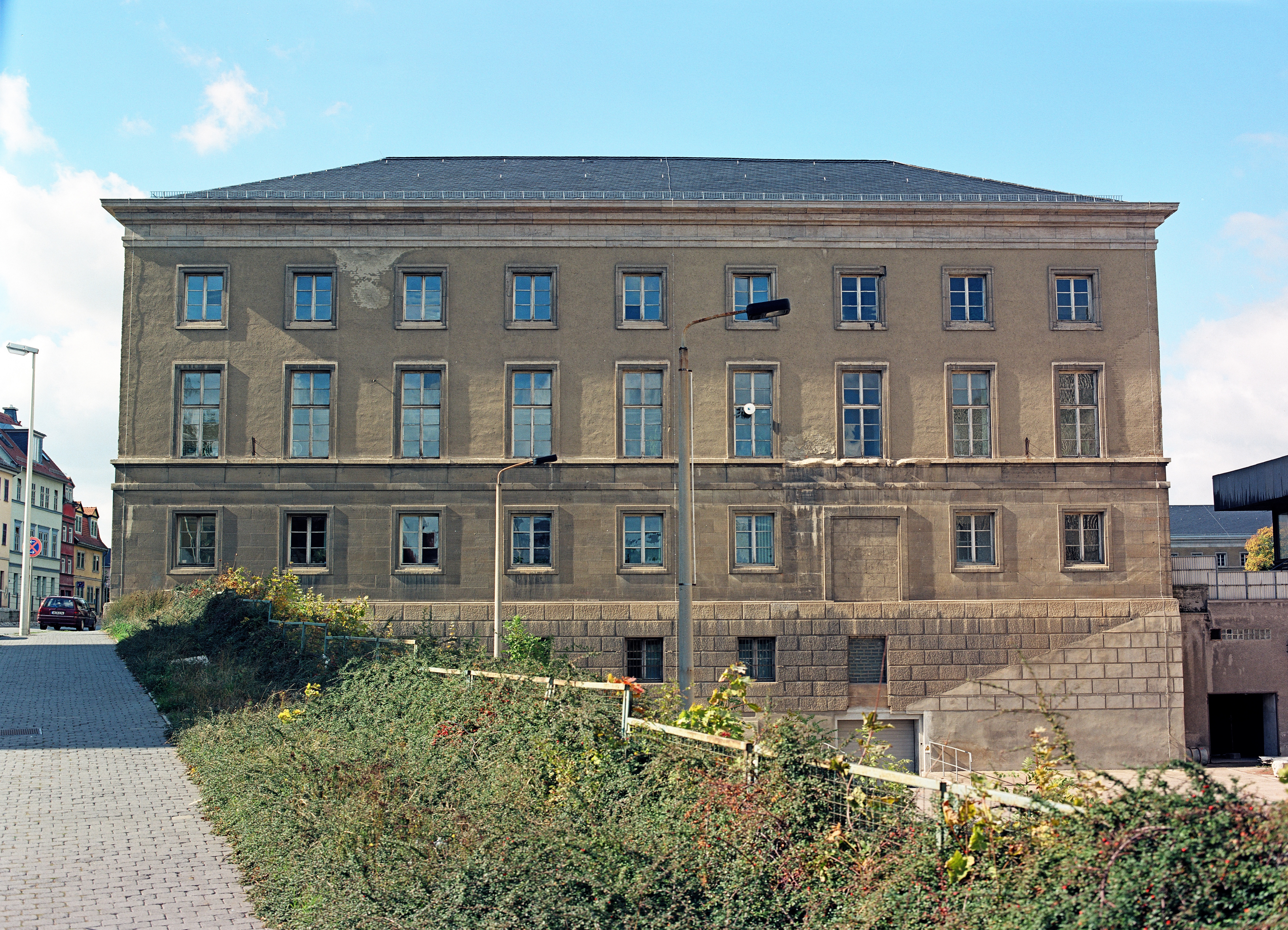
Südgebäude von Osten (2003), heute Eingangsbereich zum Atrium
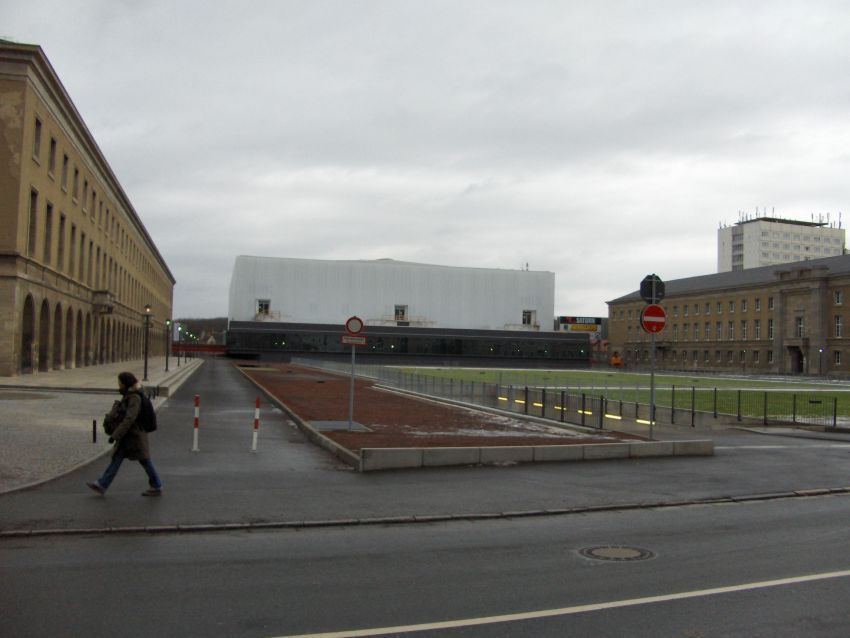
Ostseite mit Einkaufszentrum (2006)
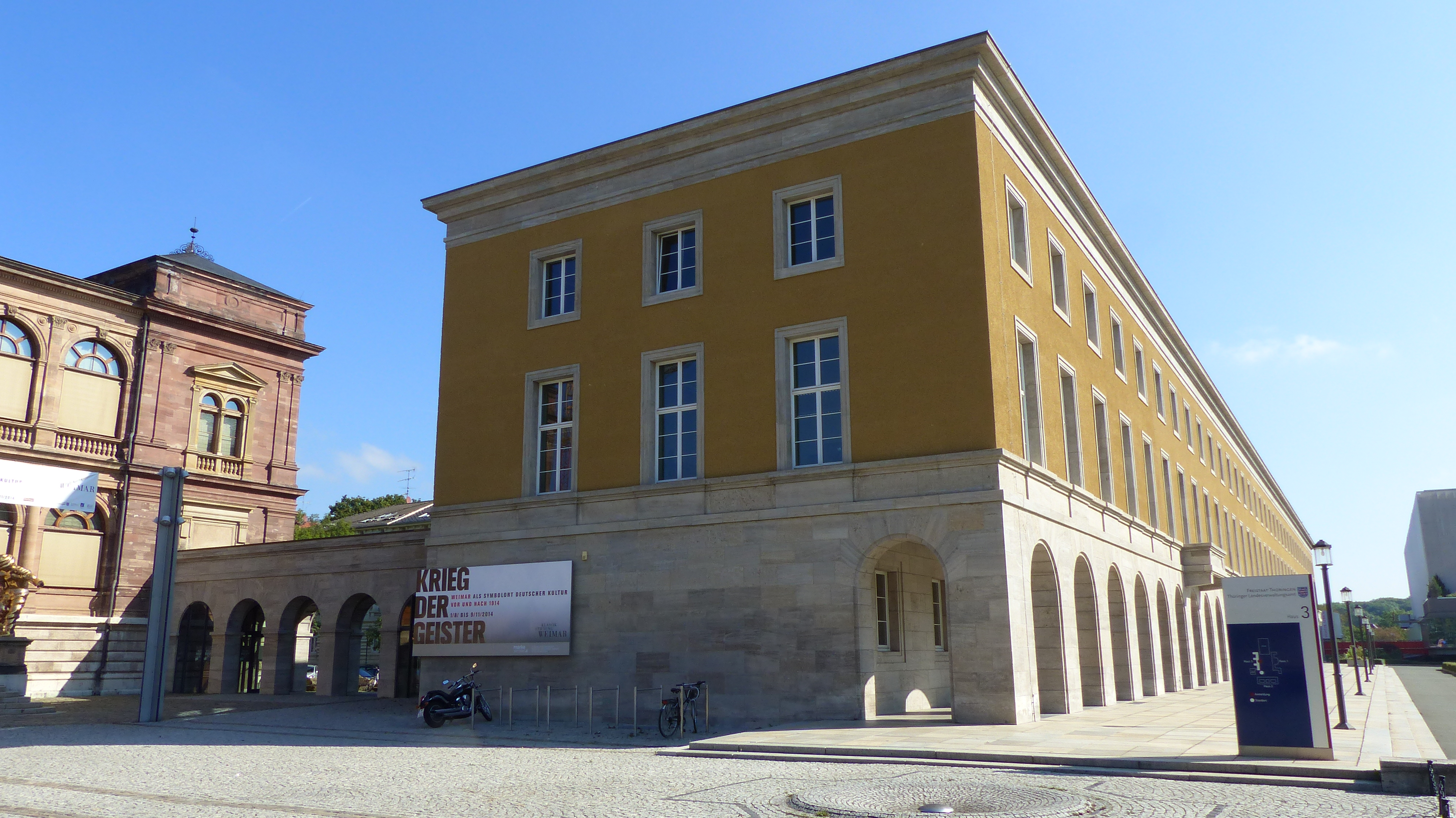
Nordseite und Museum (2014)
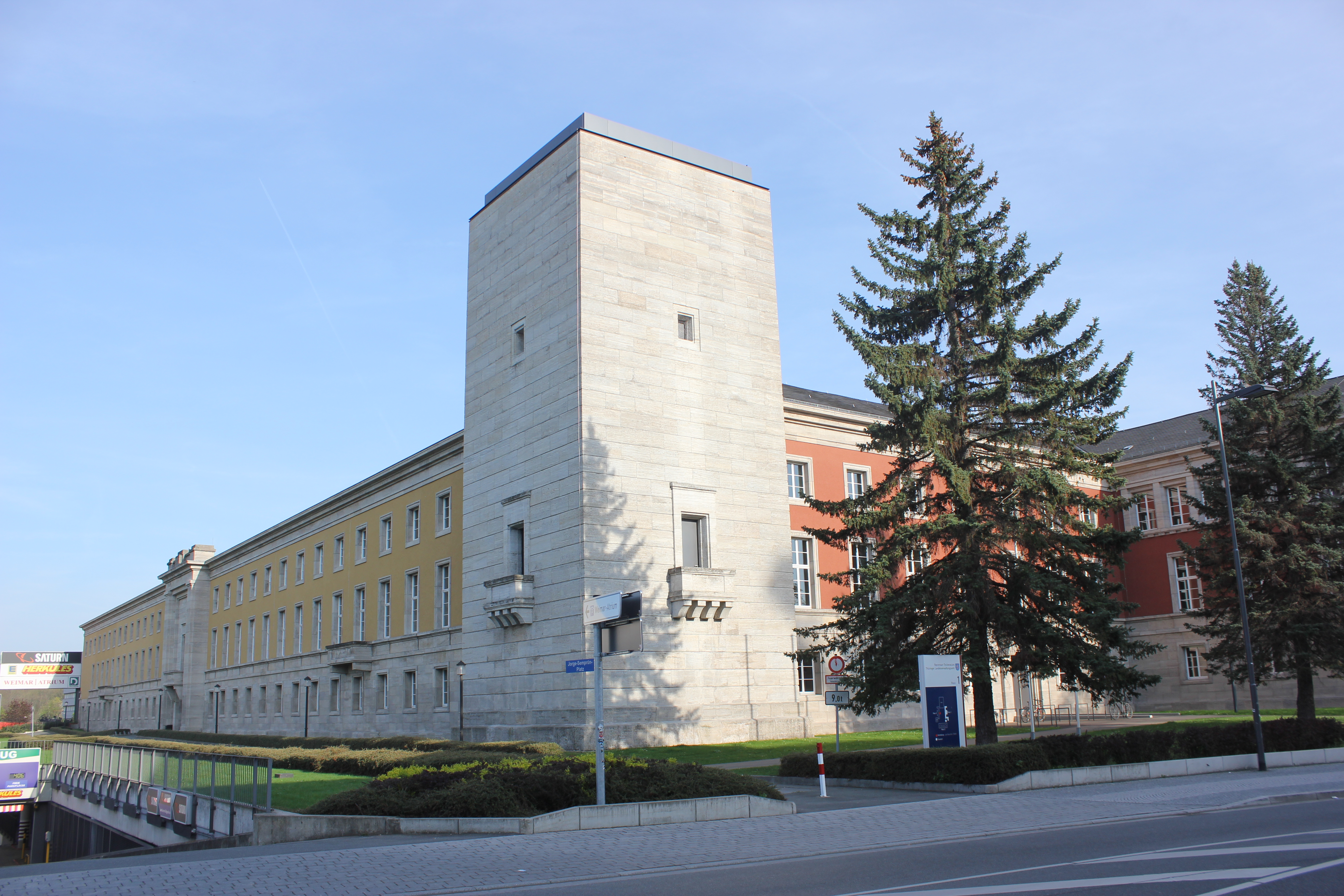
Turm auf der Südseite (2018)
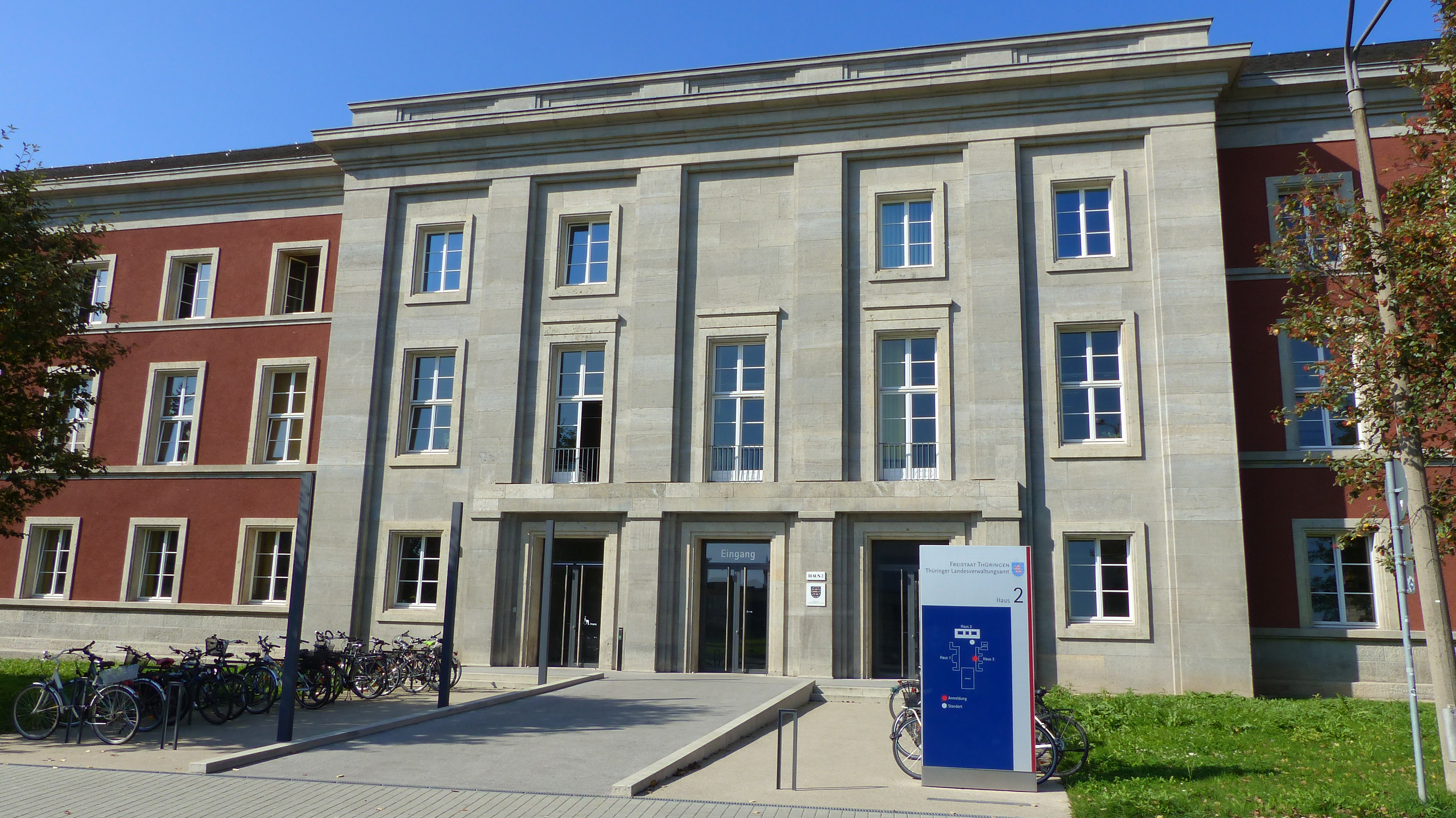
Westseite (2014)
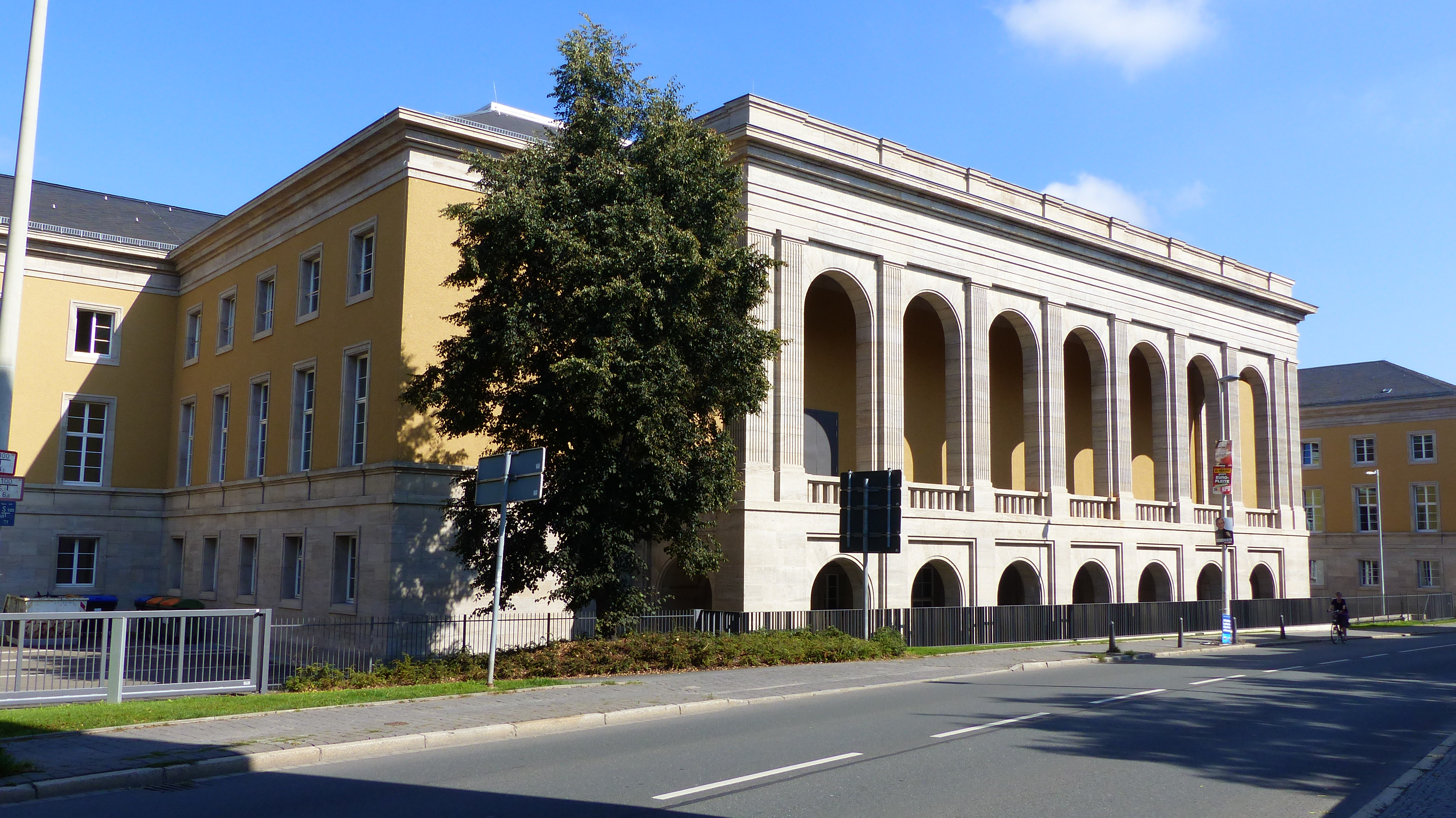
Rückseite des Südgebäudes (2014)
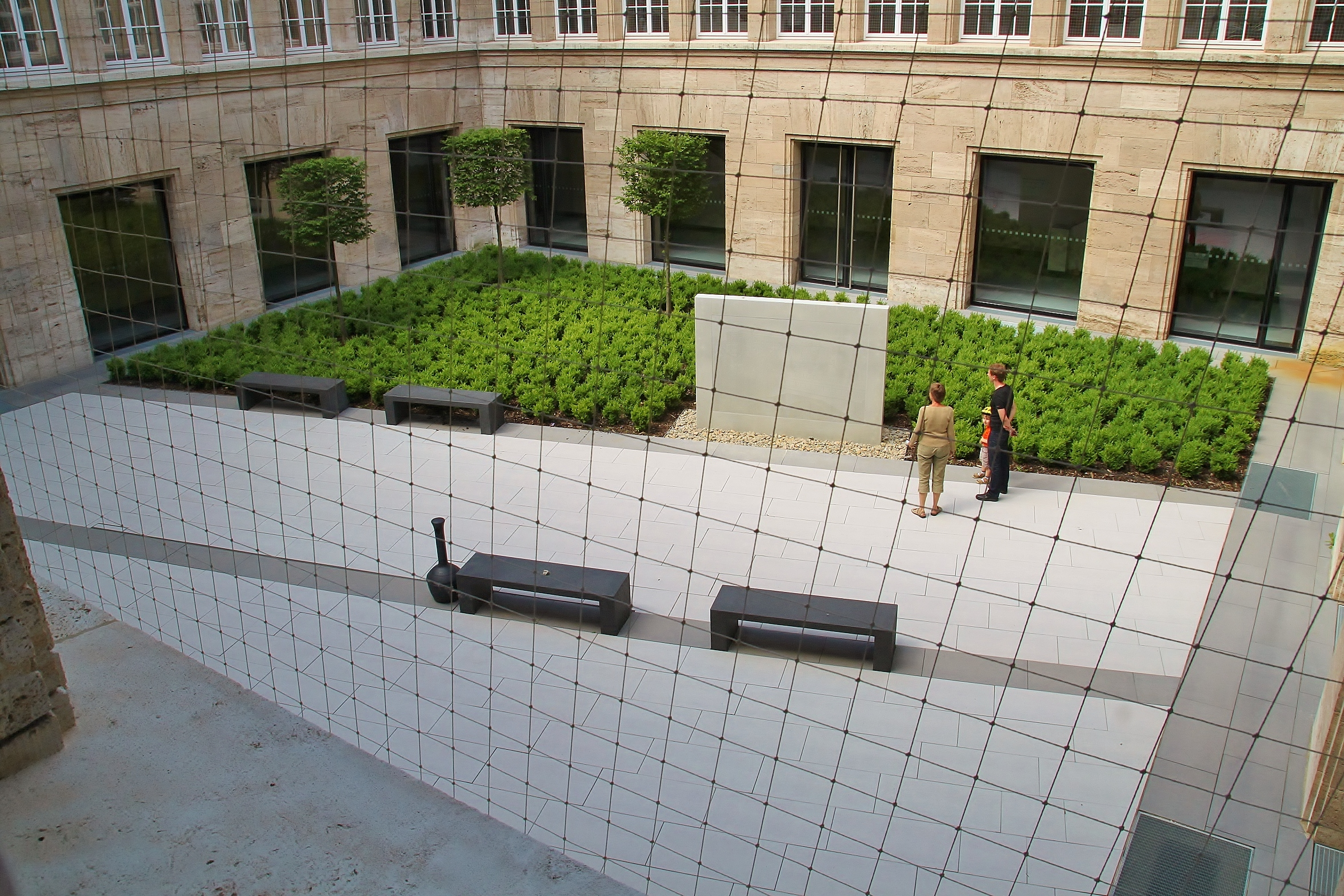
Mittlerer Innenhof im Westgebäude (2012)
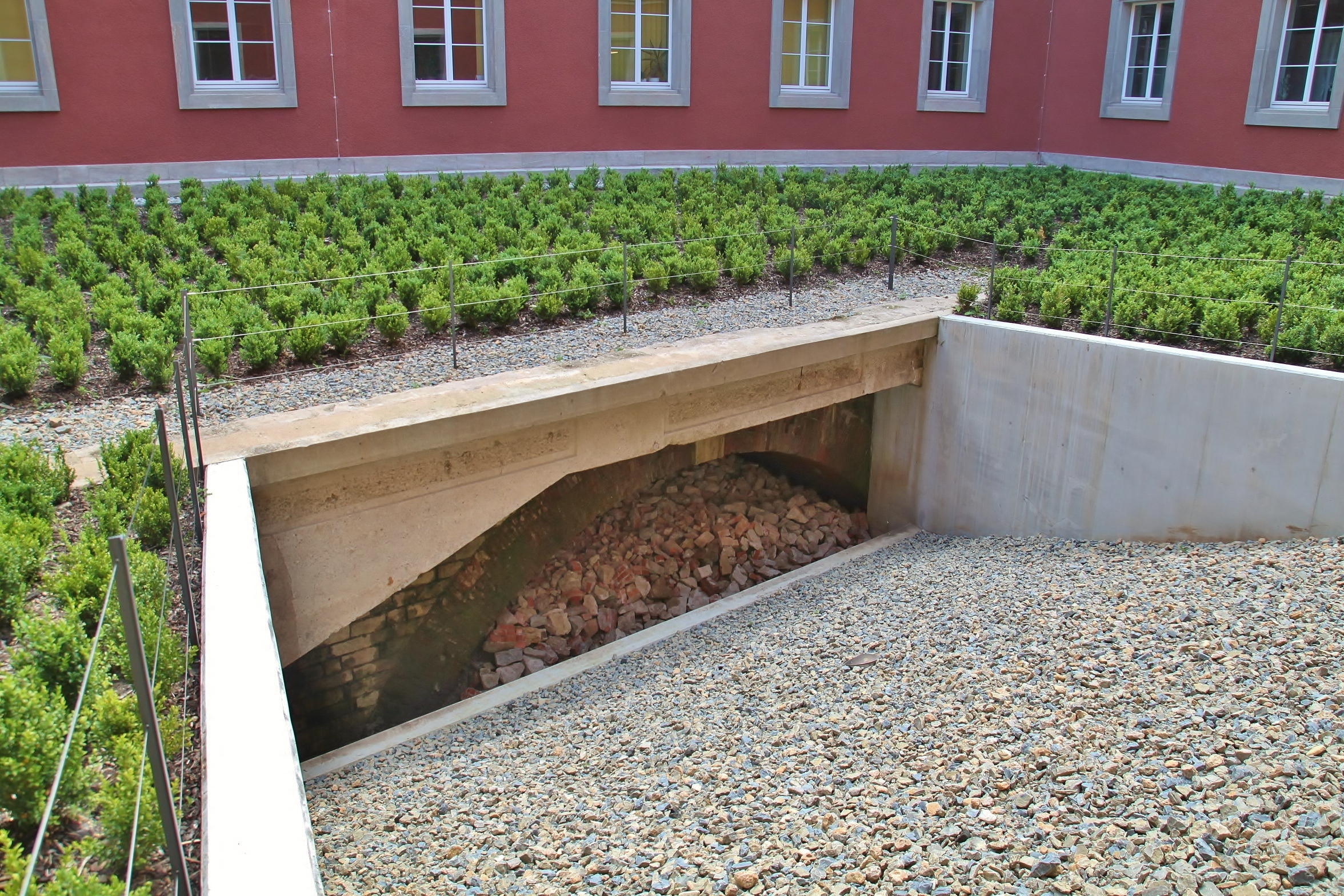
Reste des Viadukts (2012)
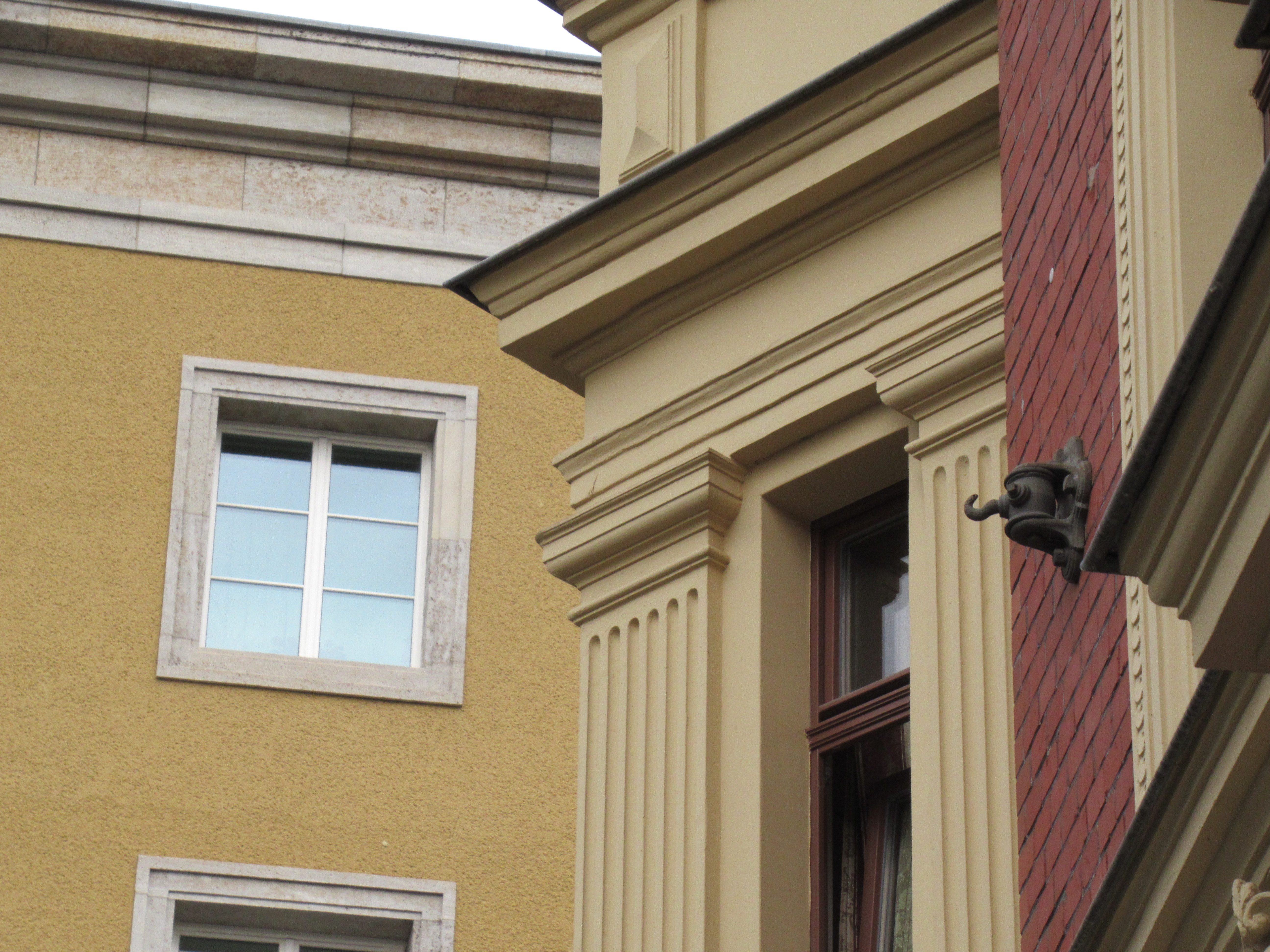
Oberleitungsrosette der 1937 stillgelegten Straßenbahn Weimar in der Brennerstraße 2 (2022)